# Juan Muguerza
Juan Muguerza Sasieta (Elgóibar, 6 de mayo de 1900-Munguía, 5 de mayo de 1937) fue un atleta español especializado en las pruebas de fondo y medio fondo.

## Biografía
Juanito Muguerza comenzó muy joven a destacar en el atletismo. En la primera edición que se disputó de los Campeonatos de España de Atletismo, en San Sebastián en 1917, cuando solo tenía 17 años de edad, se proclamó ya Campeón de España de 1.500 y 5.000 metros lisos.
Muguerza mantuvo un dominio casi absoluto en España sobre estas dos especialidades hasta 1921, proclamándose campeón de España de 1.500 metros lisos en todas las ediciones que disputó (1917, 1918, 1919, 1920 y 1921). En 5000 metros lisos se adjudicó los campeonatos de 1917, 1918, 1919 y 1921, fallando solo en la edición de 1920.
En 1919 fue el primer vencedor de la carrera popular Behovia-San Sebastián.
Sus mejores marcas fueron de 4 min 18 s en 1500 (1919); 9 min 15 s en 3000 metros (1921) y 16 min 13,8 s en 5000 metros (1918). Fue plusmarquista de España en las tres especialidad manteniendo el récord de España en vigor hasta 1924.
Obtuvo también buenos resultados en la prueba de 800 metros lisos en la que se proclamó en dos ocasiones campeón de España (1918 y 1921) y en las pruebas de relevos, adjudicándose el título de campeón de España con la Selección de Guipúzcoa.
En 1921 se proclamó también campeón de España de 110 metros vallas, aunque este título cabe calificarlo como anecdótico, ya que fue una competición completamente devaluada por falta de corredores especializados en esta modalidad. Prueba de ello es que la marca de Muguerza fue de 23.7 s; la peor marca obtenida por un campeón de España en la historia de esta prueba, 4.5 s por encima de la siguiente peor marca (19.2 s en 1917).
A nivel internacional participó en los Juegos Olímpicos de Amberes 1920 en las pruebas de 1500 y 5000 metros lisos, pero no pasó de las rondas previas, ya que quedó sexto en su ronda de 5000 metros lisos y en la de 1500 metros lisos no llegó a finalizar su serie.
En 1921 tuvo que detener su carrera deportiva ya que fue movilizado para luchar en la guerra del Rif. A su regreso de la contienda africana ya no volvió a competir a alto nivel. Su fallecimiento se produjo durante la guerra civil española, víctima de un bombardeo cerca de la localidad vizcaína de Munguía.
En 1943 se instituyó en su localidad natal el Memorial Juan Muguerza, una prueba de cross que con el paso de los años adquiriría carácter internacional. En su palmarés se encuentran figuras del atletismo como Mamo Wolde, Mariano Haro o Carlos Lopes